# 超WONDERFUL!⑥
「超WONDERFUL!⑥」是日本的女子偶像組合℃-ute的第5枚原創專輯。於2011年4月6日發行。唱片公司為zetima。

## 概要
- 與上一張原創專輯「SHOCKING 5」相距約1年2個月。
- 收錄第12張單曲「Campus Life ～生於世上真好～」至第15張單曲「Kiss me 我愛你」，一共4首A面曲。
- 本作分「初回限定盤」和「CD盤」2種版本
- 「初回限定盤」收錄了「想見你的寂寞聖誕節」和「Kiss me 我愛你」的PV、專輯「超WONDERFUL!⑥」的Making和「Kiss me 我愛你」的舞蹈教學。
- 原定於2011年3月11日發行，但因「日本東北地方太平洋近海地震」而延遲發行
- 在4月18日於公信榜專輯週排行榜取得第20位。

## 收錄內容

### CD（初回限定盤・CD盤）
1. 超WONDERFUL!
（作詞・作曲：淳君 編曲：板垣祐介）
2. Midnight Temptation
（作詞・作曲：淳君 編曲：湯浅公一）
3. Kiss me 我愛你（Kiss me 愛してる）
（作詞・作曲：淳君 編曲：平田祥一郎）
15th單曲
4. 來、前進吧! Steady go! （いざ、進め! Steady go!）
（作詞・作曲：淳君 編曲：板垣祐介）
5. RuRuRuRuRu（ルルルルル）
（作詞・作曲：淳君 編曲：高橋諭一）
6. 不想分離…（別れたくない...）
（作詞・作曲：淳君 編曲：鈴木Daichi秀行）
7. 想見你的寂寞聖誕節（会いたいロンリークリスマス）
（作詞・作曲：淳君 編曲：湯浅公一）
14th單曲
8. 小圈圈（サークル）
（作詞・作曲：淳君 編曲：板垣祐介）
9. 爆音Dance!（Danceでバコーン!）
（作詞・作曲：淳君 編曲：鈴木俊介）
13th單曲
10. 第3月台 3號車（3番ホーム 3両目）
（作詞・作曲：淳君 編曲：大久保薫）
11. Campus Life ～生於世上真好～（キャンパスライフ〜生まれて来てよかった〜）
（作詞・作曲：淳君 編曲：板垣祐介）
12th單曲

### DVD
1. 想見你的寂寞聖誕節（White Christmas Ver.）
2. Kiss me 我愛你（Dance Shot Ver.）
3. 超WONDERFUL!⑥（Making）
4. Kiss me 我愛你（Dance Lesson Making）